# トマス・リデル (初代レイヴェンスワース男爵)

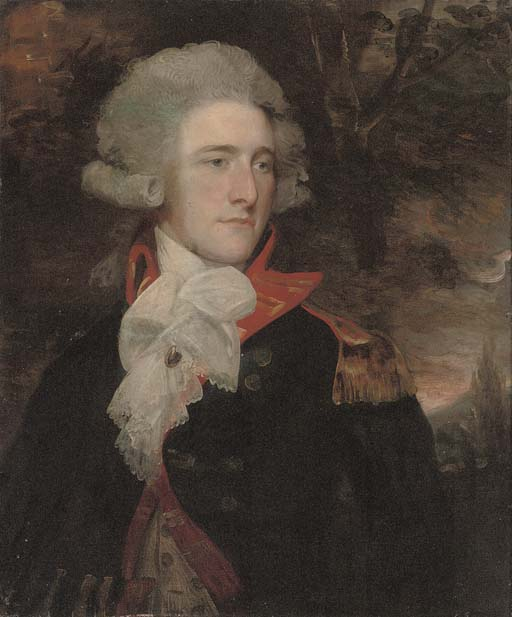
初代レイヴェンスワース男爵

初代レイヴェンスワース男爵トマス・ヘンリー・リデル（英語: Thomas Henry Liddell, 1st Baron Ravensworth、1775年2月8日 – 1855年3月8日）は、イギリスの地主、政治家、貴族。イングランド北部に炭鉱を所有する地主で、1806年から1807年まで庶民院議員を務め、1821年戴冠式記念叙勲で男爵に叙された。

## 生涯
第5代準男爵サー・ヘンリー・ジョージ・リデル（1791年11月26日没、初代レイヴェンスワース男爵ヘンリー・リデルの弟トマスの息子）と妻エリザベス（Elizabeth、旧姓スティール（Steele）、トマス・スティールの娘）の息子として、1775年2月8日にカウンティ・ダラムのニュートン・ホールで生まれた。1783年から1790年までイートン・カレッジで教育を受けた。1791年11月26日に父が死去すると、準男爵位を継承した。1792年12月12日にケンブリッジ大学トリニティ・カレッジに入学、1795年にM.A.の学位を修得した。
1796年11月25日、ノーサンバーランド副統監の1人に任命された。1804年から1805年までノーサンバーランド州長官を務めた。
1795年にブルックス（ホイッグ党のクラブ）に加入するなどホイッグ党寄りであり、1801年にカウンティ・ダラム選挙区からの出馬を打診されて辞退したが、1806年イギリス総選挙では出馬して、庶民院議員に当選した。1802年に立候補を取り下げた第2代準男爵サー・ヘンリー・ヴェイン＝テンペストはアイルランドからイングランドに赴いて出馬を表明したが、後に健康を理由に取り下げた。ヴェイン＝テンペストはリデルが自身の出馬を妨げないという約束を破ったと抗議したが、リデルの当選を阻止するには至らなかった。
議会で演説した記録はなく、採決ではホイッグ党内閣である挙国人材内閣を支持した。しかし、内閣がカトリック解放問題により崩壊すると、リデルは1807年イギリス総選挙でカトリック解放反対派の反対に遭った。リデルは国教会支持を表明したが、選挙戦に挑めるほどの資金がなく、対立候補のローランド・バードンも借金を返済しないうちに立候補することを批判されたため、2人は妥協した。この妥協に基づき、リデルとバードンは立候補を取り下げ、お互い受け入れられる候補としてカスバート・エリソンを支持したが、ヴェイン＝テンペストは2人の妥協を「州の選挙権を奪うための陰謀」（calculated to rob the county of its elective franchise）と批判、エリソンが落選してヴェイン＝テンペストが当選するという結果になった。ノーサンバーランド選挙区ではホイッグ党のホーウィック子爵チャールズ・グレイから支持を求められたが、リデルは第2代ノーサンバーランド公爵ヒュー・パーシーとの約束を理由に拒否している。
1807年以降は所有する炭鉱や地所の管理に専念し、政治では摂政王太子ジョージに接近した。1796年にエズリントン・パークの邸宅を増築したほか、1808年にレイヴェンスワース城の旧邸宅を解体した後、建築家ジョン・ナッシュを招聘して、城郭風ゴシック様式でピクチャレスクの概念も取り入れた新邸宅を建てた。
1820年に摂政王太子がジョージ4世として国王に即位すると、1821年戴冠式記念叙勲において、1821年7月17日にノーサンバーランド州におけるエズリントンおよびダラム州におけるレイヴェンスワース・キャッスルのレイヴェンスワース男爵に叙された。このごろにはホイッグ党と距離をとりはじめ、1820年にはピータールーの虐殺（1819年）に対するジョン・ジョージ・ラムトンの反応を「危険」（dangerous）と評し、第1回選挙法改正の第2次法案（1831年10月）には貴族院で反対票を投じた。
1855年3月7日にレイヴェンスワース城で死去、息子ヘンリー・トマスが爵位を継承した。

## 家族

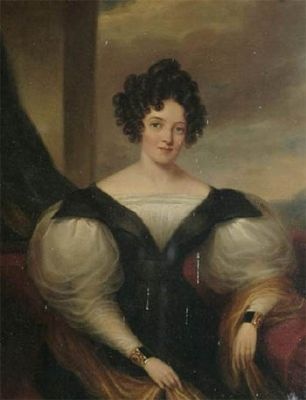
レイヴェンスワース男爵夫人マリア・スザンナ、トーマス・ローレンス画。

1796年3月26日、マリア・スザンナ・シンプソン（Maria Susannah Simpson、1845年11月22日没、ジョン・シンプソンの娘）と結婚、8男8女をもうけた。
- ヘンリー・トマス（英語版）（1797年3月10日 – 1878年3月19日） - 第2代レイヴェンスワース男爵、初代レイヴェンスワース伯爵[10]
- マリア（1882年10月20日没） - 1818年8月12日、初代ノーマンビー侯爵コンスタンティン・フィップスと結婚、子供あり[10]
- フランシス・ジェーン（Frances Jane、1823年11月11日没） - 生涯未婚[10]
- トマス（1800年 – 1856年3月9日） - 1843年2月28日、キャロライン・エリザベス・バリントン（Caroline Elizabeth Barrington、1890年3月4日没、第5代バリントン子爵ジョージ・バリントン（英語版）の娘）と結婚、子供なし[10]
- アン・エリザベス（1878年11月4日没） - 1826年4月18日、第7代準男爵サー・ヘッドワース・ウィリアムソン（英語版）（1861年4月24日没）と結婚、子供あり[10]
- ジョン（1803年2月1日 – 1865年8月[10]）
- ジェーン・エリザベス（1883年3月23日没） - 1823年4月21日、第6代バリントン子爵ウィリアム・ケッペル・バリントン（英語版）（1867年2月9日没）と結婚[10]
- ジョージ（1886年4月15日没） - 陸軍士官。1842年5月23日、ルイーザ・ミード（Louisa Meade、1873年5月19日没、ロバート・ミード閣下の娘）と結婚[10]
- エリザベス・シャーロット（1808年ごろ – 1890年4月15日） - 1835年8月1日、エドワード・アーネスト・ヴィリアーズ閣下（Hon. Edward Ernest Villiers、1843年3月30日没）と結婚[10]
- ロバート（1808年9月24日 – 1888年6月29日） - 聖職者。1836年1月26日、エミリー・アン・シャーロット・ウェルズリー（Emily Ann Charlotte Wellesley、1876年10月22日没、ジェラルド・ヴァレリアン・ウェルズリー閣下（英語版）の娘）と結婚、子供あり[10]。第5代レイヴェンスワース男爵アーサー・トマス・リデルの父[10]
- スーザン（1886年11月22日没） - 1833年10月14日、第4代ハードウィック伯爵チャールズ・ヨーク（英語版）（1873年9月17日没）と結婚[10]
- ジョージ・オーガスタス・フレデリック（英語版）（1812年7月28日 – 1888年12月14日） - 1842年5月11日、セシル・エリザベス・ジェーン・ウェルズリー（Ceceil Elizabeth Jane Wellesley、1883年7月12日没、ジェラルド・ヴァレリアン・ウェルズリー閣下（英語版）の四女）と結婚、子供あり[10]
- シャーロット・アメリア（1814年ごろ – 1883年7月16日） - 1833年10月29日、ジョン・トロッター大尉（John Trotter、1870年10月29日没）と結婚[10]
- チャールズ（1815年5月18日 – 1832年12月1日[10]）
- アドルファス・フレデリック・オクタヴィアス（1818年1月15日 – 1885年6月27日） - 内務省事務次官（英語版）。1845年10月14日、フレデリカ・エリザベス・レーン＝フォックス（Frederica Elizabeth Lane-Fox、1867年11月29日没、ジョージ・レーン＝フォックスの娘）と結婚、子供あり[10]
- ジョージアナ（英語版）（1905年5月21日没） - 1845年9月4日、第2代ブルームフィールド男爵ジョン・アーサー・ブルームフィールド（英語版）（1879年8月17日没）と結婚、子供なし[10]